# Поточная линия

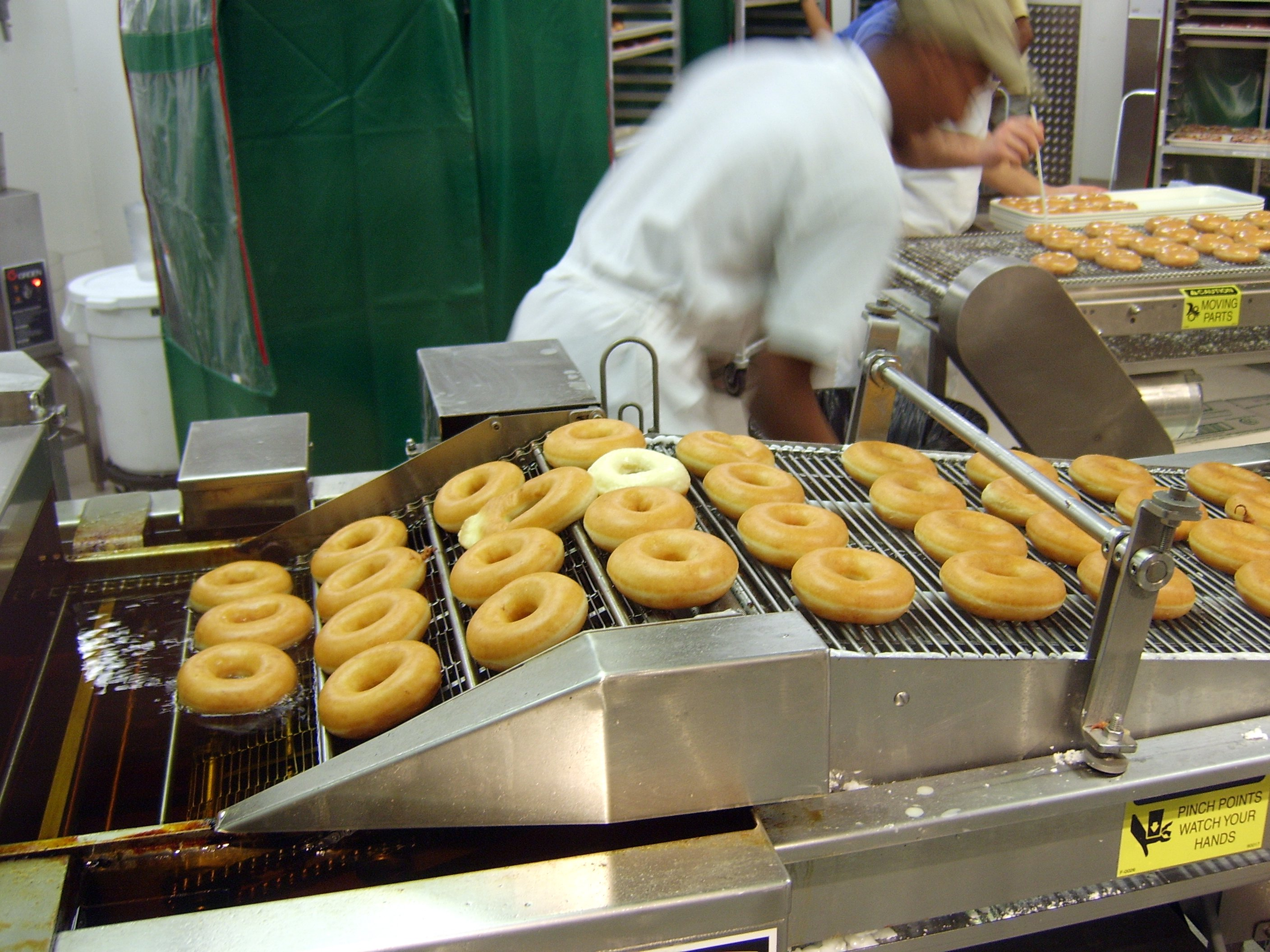
Поточная линия по производству пончиков

Поточная линия — комплекс оборудования, взаимосвязанного и работающего согласовано с заданным ритмом по единому технологическому процессу. Рабочие места размещаются в соответствии с последовательностью технологического процесса. Поточная линия обеспечивает непрерывность технологического процесса, позволяет его механизировать. Поточная линия называется также конвейером, так как главной её частью обычно является конвейер — механизм для непрерывной транспортировки.
В 1908 году в США Генри Форд создал успешное поточное производство на основе конвейера, что было знаковым событием для промышленности.